# Distrito de Malinas
El Distrito de Malinas (en francés: Arrondissement de Malines; en neerlandés: Arrondissement Mechelen) es uno de los tres distritos administrativos de la Provincia de Amberes. Posee la doble condición de distrito administrativo y judicial. 
El Distrito de Malinas fue creado en 1800 como el tercer distrito del antiguo Departamento de Deux-Nèthes. Originalmente estaba compuesto por los cantones de Duffel, Heist-op-den-Berg, Lier, Malinas y Puurs. 

## Lista de municipios
- Berlaar
- Bonheiden
- Bornem
- Duffel
- Heist-op-den-Berg
- Lier
- Malinas
- Nijlen
- Putte
- Puurs
- Sint-Amands
- Sint-Katelijne-Waver
- Willebroek

- Datos: Q90905